# Arte dei Tintori
 (février 2023).
Si vous disposez d'ouvrages ou d'articles de référence ou si vous connaissez des sites web de qualité traitant du thème abordé ici, merci de compléter l'article en donnant les références utiles à sa vérifiabilité et en les liant à la section « Notes et références ».
L'Arte dei Tintori est une corporation des arts et métiers de la ville de Florence, l'un des arts mineurs des  Arti di Firenze qui y œuvraient avant et pendant la Renaissance italienne.

## Membres de la corporation
Les artisans de la teinture dépendant des producteurs de laine, de tissus et les négociants de draps affinés.

## Historique
L'Arte dei Tintori eut une importante activité liée à la  production de tissus à partir du XIIIe siècle, qui connut son apogée pendant les premières années du Trecento.
L'activité textile fut, dans ces deux siècles, une industrie citadine d'importance décisive pour l'économie de la ville, liée directement à deux des plus importantes corporations des Arts Majeurs que sont l’Arte della Lana (production de la laine) et l’Arte di Calimala (négoce des draps affinés).
Après plusieurs tentatives de devenir un des Arts Majeurs, sans succès, des révoltes interviennent en 1378 (révolte des Ciompi). Son autonomie corporative ne dure que 4 ans et elle repasse, avec l'Arte dei Farsettai, sous le contrôle des producteurs de laine. La crise de la production de la laine de la fin du Trecento ne leur donna jamais un poids corporatif, surtout avec les progrès techniques qui permirent ensuite des équipements moins coûteux.